# Thunbergia
Thunbergia es un género de plantas en la familia Acanthaceae, nativa de las regiones tropicales de África, Madagascar y el sur de Asia. Sus miembros se conocen por varios nombres tales como thunbergias; parras reloj los cuales se refieren a Thunbergia grandiflora, mientras que Thunbergia alata es conocida como parra Susana de ojos negros o solamente como Susana ojos negros.

## Descripción
Son herbáceas a trepadoras sufruticosas o arbustos. Hojas hastadas, romboides, deltoides, elípticas u ovadas, cistolitos ausentes; pecioladas. Flores grandes, solitarias en las axilas o en racimos terminales o axilares, pedunculadas, brácteas 2 por flor, foliáceas, grandes; cáliz corto, cupuliforme, truncado o dentado; corola subactinomorfa (en Nicaragua) a zigomorfa, 5-mera; estambres 4, incluidos, anteras ditecas. Frutos con una base globosa extendiéndose abruptamente en un rostro aplanado; semillas sobre funículos papiliformes.
Algunas especies salen con facilidad de los jardines, llegando a ser especies invasoras; se encuentran catalogadas como amenazas para el medio ambiente en Australia.

## Taxonomía
El género fue descrito por Anders Jahan Retzius y publicado en Physiographiska Sälskapets Handlingar 1(3): 163. 1776[1780]. La especie tipo es: Thunbergia capensis Retz. 
Etimología
Thunbergia: nombre genérico dedicado al botánico sueco Carl Peter Thunberg.

## Especies
| - Thunbergia alata Bojer ex Sims - Thunbergia battiscombei - Thunbergia coccinea Wall. ex D.Don - Thunbergia cordata Colla - Thunbergia elegans Borzí - Thunbergia erecta (Benth.) T. Anderson - Thunbergia fragrans Roxb. - Thunbergia gibsonii S. Moore - Thunbergia grandiflora Roxb. | - Thunbergia gregorii - Thunbergia ikbaliana De Wild. - Thunbergia laurifolia Lindl. - Thunbergia lutea T. Anderson - Thunbergia mysorensis (Wight) T.Anderson - Thunbergia vogeliana Benth. - Thunbergia wightiana T.Anderson |

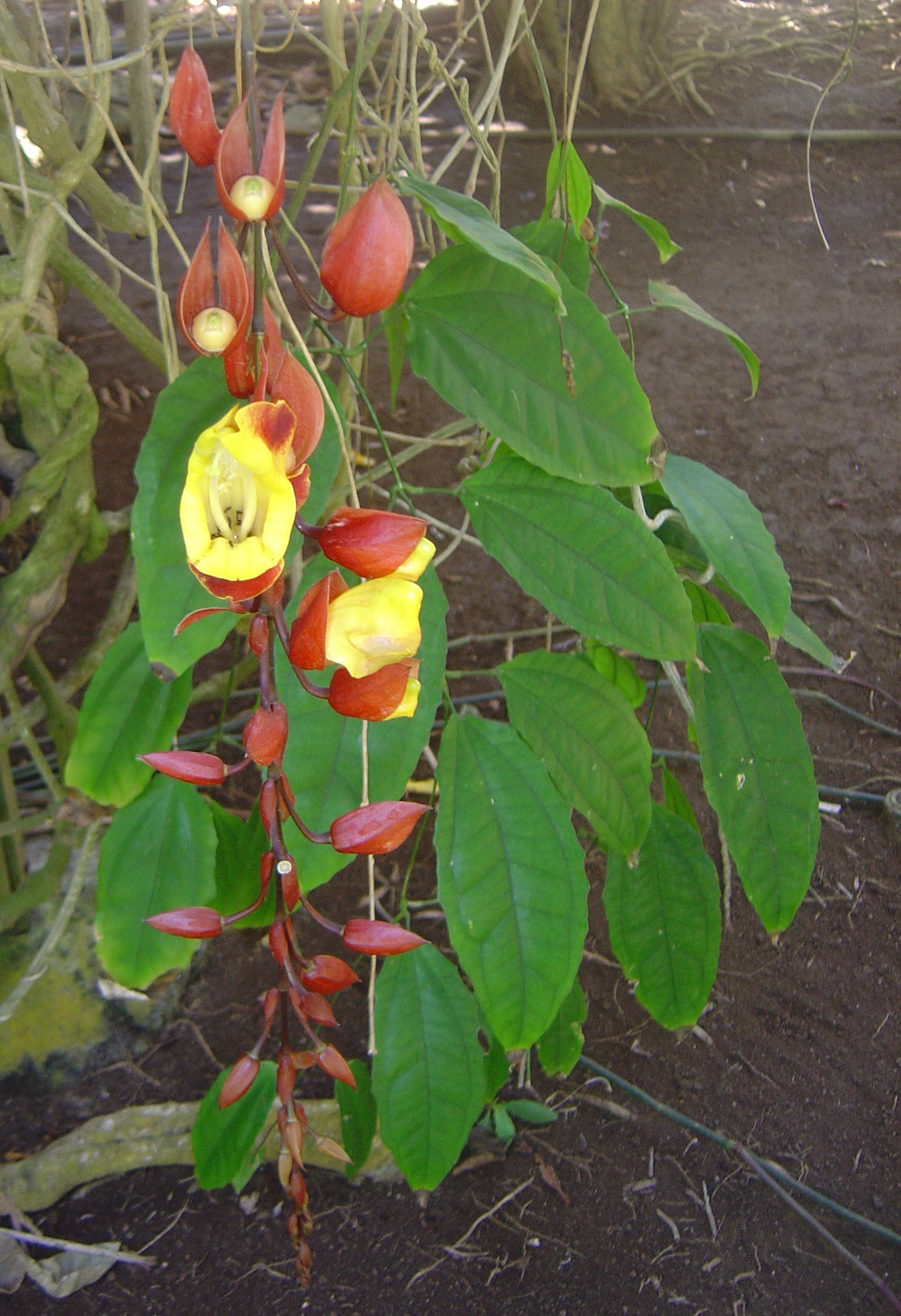
Thunbergia mysorensis flores.